# Herbert Brownell
Herbert Brownell, Jr., född 20 februari 1904 i Nemaha County i Nebraska, död 1 maj 1996 i New York, var en amerikansk republikansk politiker.
Brownell studerade juridik vid Yale Law School. Han inledde sin karriär som advokat i New York, där han gick med i advokatbyrån Lord, Day and Lord. Han gifte sig med Doris McCarter den 16 juni 1934. De var gifta tills hon avled 1979. Brownells andra äktenskap, som han ingick 1987, slutade i skilsmässa.
Brownell var kampanjchef för Thomas Dewey, både i det framgångsrika valet till guvernör av New York 1942 och i de två förlorade presidentvalen 1944 och 1948. 1944-1946 var Brownell ordförande i Republican National Committee, det republikanska partiets partistyrelse på federal nivå.
Brownell tjänstgjorde som USA:s justitieminister 1953-1957 under president Dwight D. Eisenhower. Tillsammans med John P. Burke skrev Brownell sin memoarbok om tiden i Eisenhowers kabinett, Advising Ike: The Memoirs of Attorney General Herbert Brownell, som utkom 1993.